# Scutellaria angrenica
Scutellaria angrenica là một loài thực vật có hoa trong họ Hoa môi. Loài này được Juz. & Vved. miêu tả khoa học đầu tiên năm 1954.